# Anthropos (revue)
Pour les articles homonymes, voir Anthropos.
Anthropos est une revue d’anthropologie, d’ethnologie et de linguistique multilingue.
Elle est créée en 1906 par Wilhelm Schmidt.